# Take Your Time
«Take Your Time» — песня американского кантри-певца и автора-исполнителя Сэма Ханта, вышедшая 24 ноября 2014 года в качестве второго сингла с его дебютного студийного альбома Montevallo (2014). Песня достигла позиции № 1 в американском хит-параде Billboard Country Songs. Авторами песни выступили Сэм Хант, Шейн Маканалли и Джош Осборн.
Песня стала вторым подряд хитом Ханта, достигшим первого места в кантри-чарте Billboard Hot Country Songs (в феврале 2015 года).

## История
«Take Your Time» достиг позиции № 20 в хит-параде Billboard Hot 100 и позиции № 1 в американском хит-параде кантри-музыки Billboard Hot Country Songs (2-й чарттоппер певца в этом основном хит-параде жанра кантри-музыки, после «Leave the Night On» (затем последовали «House Party», «Body Like a Back Road»).

## Отзывы
Композиция, в целом, была одобрительно встречена музыкальными экспертами и обозревателями: Allmusic, Country Weekly, Taste of Country, For The Country Record.

## Коммерческий успех
«Take Your Time» дебютировал на 55-м месте в хит-параде кантри-музыки США Billboard Country Airplay в дату с 29 ноября 2014 года. Песня также дебютировала на 35-м месте в кантри-чарте Hot Country Songs в выпуске от 15 ноября 2014 и достигла первого места 21 февраля 2014 года. Песня дебютировала на 93-м месте в мультижанровом хит-параде Billboard Hot 100 в выпуске от 17 января 2015 года и достигла 20-го места, став вторым самым успешным синглом Ханта в Billboard Hot 100. Песня также дебютировала на 40-м месте в Billboard Adult Pop Songs в выпуске от 25 апреля 2015 года. Песня стал кроссовером, популярным в разных поп-чартах в июне, дебютировав на 37-м месте в Billboard Pop Songs и на 28-м месте в Billboard Adult Contemporary, в неделю с 13 июня 2015 года. Песня была сертифицирована в золотом статусе RIAA в дату с 11 марта 2015 года, а 14 апреля 2015 — в платиновом статусе, с 7 августа 2015 — в двукратном платиновом статусе. Тираж сингла в США достиг 2 млн копий к марту 2016 года.

## Чарты
| Чарт (2014—16)                      | Высшая позиция |
| ----------------------------------- | -------------- |
| Бельгия/Фландрия (Ultratop 50)      | 21             |
| Канада (Billboard Canadian Hot 100) | 28             |
| Канада (Billboard AC)               | 5              |
| Канада (Billboard Country)          | 2              |
| Канада (Billboard Hot AC)           | 15             |
| Чехия (Rádio — Top 100)             | 19             |
| Чехия (Singles Digitál Top 100)     | 71             |
| Италия (FIMI)                       | 13             |
| Нидерланды (Dutch Top 40)           | 9              |
| Нидерланды (Single Top 100)         | 10             |
| Словакия (Rádio — Top 100)          | 25             |
| Словакия (Singles Digitál Top 100)  | 67             |
| США (Billboard Hot 100)             | 20             |
| США (Billboard Adult Contemporary)  | 13             |
| США (Billboard Adult Pop Airplay)   | 12             |
| США (Billboard Country Airplay)     | 1              |
| США (Billboard Hot Country Songs)   | 1              |
| США (Billboard Pop Airplay)         | 27             |

| Чарт (2015)                        | Позиция |
| ---------------------------------- | ------- |
| Канада (Canadian Hot 100)          | 33      |
| Нидерланды (Dutch Top 40)          | 36      |
| Нидерланды (Single Top 100)        | 75      |
| США Billboard Hot 100              | 45      |
| США Adult Contemporary (Billboard) | 34      |
| США Country Airplay (Billboard)    | 29      |
| США Hot Country Songs (Billboard)  | 1       |
| Чарт (2016)                        | Позиция |
| Италия (FIMI)                      | 57      |

| Чарт (2010—2019)                  | Позиция |
| --------------------------------- | ------- |
| США Hot Country Songs (Billboard) | 10      |

## Сертификации
| Регион | Сертификация  | Продажи   |
| --- | ------------- | --------- |
| Канада (Music Canada) | 3× Платиновый | 240 000*  |
| Италия (FIMI) | 2× Платиновый | 100 000   |
| Нидерланды (NVPI) | 3× Платиновый | 90 000    |
| США (RIAA) | 6× Платиновый | 6,000,000 |
| * Данные о продажах приведены только на основе сертификации. · Данные о продажах + прослушиваниях приведены только на основе сертификации. |               |           |